# Gary Reineke
Gary Reineke est un acteur canadien né le 20 mai 1940 à Thorp au Wisconsin et mort le 23 septembre 2024 à Toronto.

## Filmographie
- 1974 : Vengeance Is Mine : Highway Patrolman
- 1976 : The Clown Murders : Rosie
- 1977 : Pitié pour le prof (Why Shoot the Teacher?) de Silvio Narizzano : Harris Montgomery
- 1977 : Rituals : D.J.
- 1977 : Welcome to Blood City : Harry
- 1978 : Power Play : Aramco
- 1979 : The Albertans (TV) : Peter Wallen
- 1979 : Riel (TV) : Thomas Scott
- 1980 : Nothing Personal (en) : Colonel
- 1980 : Les Espions dans la ville (Agency) : Jones (Second Hitman)
- 1980 : L'Enlèvement du président (The Kidnapping of the President) : Deitrich
- 1981 : A Choice of Two
- 1982 : If You Could See What I Hear : Phil Lucas
- 1982 : The Grey Fox, de Phillip Borsos : Pinkerton Detective Seavy
- 1982 : Meurtre par téléphone (Murder by Phone) de Michael Anderson : Lt. Meara
- 1984 : The Surrogate : John Manyon
- 1985 : Reckless Disregard (TV) : Detective Len Mackin
- 1985 : Jimmy Valentine (TV) : Ben Price
- 1985 : Evergreen (mini série)
- 1985 : Canada's Sweetheart: The Saga of Hal C. Banks
- 1986 : Murder Sees the Light (TV)
- 1987 : Bluffing It (TV)
- 1988 : The King Chronicle, Part 1: Mackenzie King and the Unseen Hand
- 1988 : The King Chronicle, Part 2: Mackenzie King and the Great Beyond
- 1988 : L'Aigle de fer 2 (Iron Eagle II) : Bowers
- 1989 : The Top of His Head : Berge (pursurer)
- 1989 : L'Île des pirates disparus (George's Island) : Captain Kidd
- 1989 : Day One (TV) : Dwight D. Eisenhower
- 1989 : Millénium (Millennium) : Ian Carpenter
- 1990 : The World's Oldest Living Bridesmaid (TV) : George
- 1990 : Hitler's Daughter de James A. Contner (téléfilm) : Holland
- 1992 : Le Meurtrier de l'Illinois (To Catch a Killer) (TV) : Delta Squad Detective Leonard 'Lenny' Petrie
- 1992 : Dead Ahead: The Exxon Valdez Disaster (TV) : RAdm. Nelson
- 1993 : Dieppe (TV) : Maj. Gen. Hamilton Roberts
- 1995 : A Taste of Shakespeare (série TV) : Gloucester
- 1995 : Hiroshima (TV) : Capt. William 'Deke' Parsons
- 1996 : Danielle Steel: Souvenirs d'amour (Remembrance) (TV) : Charles Fullerton
- 1998 : Le Métro de l'angoisse (The Taking of Pelham One Two Three) (TV) : Deputy Mayor
- 1998 : Créature (Creature) (TV) : Dr Ernest Bishop
- 1998 : L'Ombre de mon père (My Father's Shadow: The Sam Sheppard Story) (TV) : Juge Blythin
- 1999 : Summer's End (TV) : Sheriff Miller
- 2000 : The Golden Spiders: A Nero Wolfe Mystery (TV) : Denis Horan
- 2001 : Getting In : Mr Prince
- 2001 : Picture Claire : Pawnbroker
- 2002 : Spider : Freddy
- 2002 : The Scream Team (TV) : Grandpa Frank Carlyle
- 2004 : Prom Queen (Prom Queen: The Marc Hall Story) (TV) : Jeff Smith
- 2005 : The Battle for Arthur : Roger
- 2005 : Black Widow : Juge